# Điều chỉnh Walras
Điều chỉnh Walras là điều chỉnh giá cả để đảm bảo cân bằng thị trường. Trái với Alfred Marshall, Leon Walras cho rằng thị trường đạt trạng thái cân bằng không phải bởi sự điều chỉnh lượng cung cấp, mà bởi sự điều chỉnh giá cả. Khi một mức giá được nêu ra cao hơn mức giá cân bằng cần có khiến cho lượng cung sẵn sàng nhiều hơn lượng cầu sẵn sàng, thì giá cả sẽ giảm xuống mức cân bằng để thị trường không còn dư cung. Còn khi mức giá nêu ra thấp hơn mức giá cân bằng, thì lượng cầu sẵn sàng cao hơn lượng cung sẵn sàng (thị trường dư cầu), thì giá cả sẽ tăng lên.
Điều kiện để điều chỉnh Walras cho được một trạng thái cân bằng gọi là điều kiện ổn định Walras, theo đó lượng dư cầu phải vận động ngược với hướng thay đổi của giá cả. Muốn thế, đường cung phải dốc lên và đường cầu phải dốc xuống, hoặc cả hai đường cùng dốc xuống, nhưng đường cung có độ dốc lớn hơn.